# La tierra será nuestra
La tierra será nuestra es una película Argentina en blanco y negro dirigida por Ignacio Tankel con argumento y diálogos de Osmar Cano, cuyo nombre verdadero era Osmar Cayetano. Se estrenó el 28 de julio de 1949 y tuvo como protagonistas a Nélida Solá, Carlos Cotto, Humberto de la Rosa y Rosario Serrano. Intervino también en la interpretación musical el trío 'Palacios, Riverol, Cabral'.
Algunos de los actores eran oriundos de Chivilcoy, como Nélida Solá (nombre artístico de Nélida Tomeo de Cánepa]], Eduardo y Adolfo Direnzo, José Puppo, Cachita Devida, Manuel Vaccari, José María Galland, Vicente N. García, Pedro Disalvo, Luis Frontera, Aníbal Dapelo, Antonio Randell, Titina Ferraris, Alfredo Armisen, Héctor Di Santi, Roberto Vera y Vicente Abriola.

## Sinopsis
La lucha de los chacareros por ser dueños de la tierra que trabajan. En la secuencia final el protagonista, que ha perdido la tierra en la que trabajara, proclama el lema del título. Entonces, mediante leyendas y la voz de un locutor la acción se traslada desde 1942 a 1949 y narra cómo una nueva legislación ha hecho realidad el lema y se ve al hijo del protagonista montado sonriente en un tractor y charlando con un amigo.

## Reparto
- Nélida Solá
- Carlos Cotto
- Humberto de la Rosa
- Rosario Serrano
- Alfonso Amigo
- Luis Frontera
- José María Galland
- José Puppo
- Manuel Vaccari
- Cachita Devida
- Adolfo Direnzo
- Vicente N. García
- Alfredo Armiser
- Aníbal Dapelo
- Eduardo Di Renzo
- Antonio Randell
- Vicente Abriola
- Titina Ferraris
- Pedro Di Salvo

## Comentarios
El Heraldo del Cinematografista opinó:

”Un sincero brochazo dramático sobre la gente del campo argentino, sobre sus sacrificios, su nobleza y su hondo amor a la tierra…Una película rebosante de naturalidad y emoción.”

Por su parte Manrupe y Portela escriben:

”Acercamiento naif a un cine properonista. La situación se presenta negativa ambientándola inicialmente en 1942. Con todo, hay algunos valores que acercan al cine social a esta producción independiente filmda en Chivilcoy, como toda la obra de Tankel, y estrenada como complemento.”